# Zdenko Vltavský-Waldhütter
Plukovník Zdenko Vltavský-Waldhütter (8. srpna 1894 Dolní Město, Rakousko-Uhersko – 17. března 1963 Ledeč nad Sázavou, Československo) byl československý vojenský velitel. Za první světové války bojoval v řadách Rakousko-uherské armády, roku 1916 byl zajat a vstoupil do Československých legií. Byl legionářem v Rusku i ve Francii, kde roku 1918 bojoval v bitvě u Terronu. Po návratu do vlasti bojoval v sedmidenní válce s Polskem o Těšínsko a vojákem zůstal i v následujících letech. Podílel se na činnosti československého vojenského zpravodajství, v letech 1931-1935 byl československým vojenským přidělencem ve Francii a v letech 1936-1939 velel tankovému pluku. Po německé okupaci roku 1939 musel armádu opustit, zapojil se do činnosti domácího protinacistického odboje a v době Pražského povstání velel tankové jednotce vojenského velitelství Velké Prahy „Bartoš“. Po válce zastával různé velitelské funkce v československé armádě, po komunistickém převratu v roce 1948 však musel z armády odejít a živit se jako skladník. V roce 1991 byl rehabilitován.

## Život

### Mládí a život před válkou
Zdenko Waldhütter se narodil 18. srpna 1894 v Dolním Městě u Lipnice nad Sázavou. Jeho otec Zdenko Waldhütter st. byl v Dolním Městě ředitelem dvoutřídky a matka Marie (roz. Vltavská) byla v domácnosti. Měl bratra Františka. Později se rodina přestěhovala do Ledče nad Sázavou, kde se Zdenko Waldhütter st. stal ředitelem školy. Zdenko Waldhütter studoval Klasické gymnázium v Kutné Hoře a chtěl nastoupil na kadetní školu, otec jej však přesvědčil ke studiu práv. Nastoupil tedy na Právnickou fakultu Univerzity Karlovy v Praze. Mezitím však vypukla první světová válka.

### První světová válka
Po třetím semestru práv byl Zdenko Waldhütter odveden do Rakousko-uherské armády a v květnu 1915 odešel do pole s IX. Pochodovým praporem Zeměbraneckého pluku č. 12 na ruskou frontu. Dne 6. června 1915 byl raněn do stehna a na frontu se vrátil až v polovině července. Dne 3. listopadu 1915 byl na frontě opět vážně raněn a půl roku se léčil v lazaretu v budově pražské Strakovy akademie. Na frontu vrátil v červnu 1916 s 23. pochodovým praporem. Dne 4. července 1916 byl u Kolců zajat ruskou armádou.
V prosinci 1916 se přihlásil do Československých legií. Krátce byl u 5. čs. střeleckého pluku, přičemž absolvoval důstojnický kurz v Borispolu. Díky dobré znalosti francouzštiny však byl brzy převelen do Francie a do Le Havre přicestoval v listopadu 1917. Ve Francii byl zařazen do 21. čs. střeleckého pluku. Počátkem roku 1918 absolvoval školu pro velitele rot a čet. Následně jako velitel 5. roty svého pluku bojoval v Alsasku a v říjnu 1918 bitvě u Terronu.

### Meziválečné doba
Do nově vzniklého Československa se vrátil 1. ledna 1919, ale už za několik dní musel odejít do sedmidenní války s Polskem o Těšínsko, ve které byl jako velitel 5. roty 21. čs. Střeleckého pluku raněn.
Po vyléčení v armádě zůstal, vystudoval Vysokou školu válečnou v Praze a dále stoupal po armádní hierarchii. Roku 1924 byl jmenován důstojníkem studijní skupiny 2. (zpravodajského) oddělení Hlavního štábu a od roku 1931 byl přednostou tohoto oddělení v hodnosti podplukovníka. V roce 1931 jako soudní znalec značnu měrou přispěl k odsouzení maďarského špiona Vojtěcha Tuky. V letech 1931-1935 byl jmenován vojenským přidělencem na čs. velvyslanectví v Paříži s působností ve Francii, Velké Británii, Belgii a Švýcarsku. Protože chtěl svou vlast reprezentovat i českým jménem, přejal rodné příjmení své matky Vltavský. Nicméně své celé jméno od té doby psal ve tvaru Zdeněk Vltavský. V letech 1935-1939 byl zástupcem velitele a velitelem Pluku útočné vozby 1 v Milovicích. V lednu 1937 byl povýšen na plukovníka.
Jako podnáčelník štábu 1. armády v Čechách se podílel na zářijové všeobecné mobilizaci roku 1938. Německá okupace Čech, Moravy a Slezska jej zastihla během předvádění československého tanku Praga V-8-H ve Velké Británii. Přestože mohl zůstat v relativně bezpečném exilu, rozhodl se pro návrat do protektorátu a riskantní zapojení do odboje.

### Druhá světová válka
Po vynuceném odchodu z arnády v srpnu 1939 byl Zdenko Vltavský úředníkem ministerstva financí. Už v roce 1941 ale nuceně odešel do výslužby. V průběhu války spolupracoval s odbojovými organizacemi Obrana národa, RU-DA a zpravodajskou skupinou generála Slunečka „ALEX“. Gestapo jej kvůli odbojové činnosti několikrát zatklo a vyslýchalo v Praze, Německém Brodu a Kolíně, ale nepodařilo se mu jej usvědčit.
Významnou úlohu Zdenko Vltavský sehrál za pražského povstání v roce 1945. Dne 2. května 1945 byl pozdějším náčelníkem hlavního štábu povstání Františkem Bürgrem vyzván k vybudování povstalecké tankové jednotky. Tento úkol splnil a Vojenské velitelství Velké Prahy „Bartoš“ tak během povstání disponovalo útvarem o 10 obrněných vozidlech, kterým během povstání také velel.

### Doba komunismu
Po roce 1945 se Zdenko Vltavský vrátil do velitelských funkcí, pomáhal při znovuvybudováním tankového sboru a své zkušenosti předával též studentům Vysoké školy válečné. Roku 1946 však odmítl vstoupit do komunistické strany, což zanedlouho zničilo jeho úspěšnou vojenskou kariéru. Již několik dnů po komunistickém převratu v únoru 1948 byl poslán na nucenou dovolenou a dne 1. dubna 1948 byl propuštěn z armády. Následně byl vystěhován z Prahy a nucen vykonávat podřadnou práci skladníka. Žil v Ledči nad Sázavou a jistou zajímavostí je, že se stal předsedou rady starších Církve československé husitské. Zemřel v ústraní roku 1963.

## Připomínky
V roce 1991 byl Zdenko Vltavský rehabilitován. V roce 2013 byl Ústavem pro studium totalitních režimů in memoriam oceněn Cenou Václava Bendy.